# Partit Comunista Peruà - Bandera Roja
El Partit Comunista Peruà - Bandera Roja (PCP-BR) (en castellà: Partido Comunista Peruano - Bandera Roja) fou un partit comunista del Perú, fundant l'any 1964 a partir d'una escissió del Partit Comunista Peruà. Fruit de la ruptura sinosoviètica, el partit s'alineà amb el maoisme i la República Popular de la Xina. Alguns dels seus líders van ser Saturnino Paredes, José Sotomayor i, el futur fundador de Sendero Luminoso, Abimael Guzmán, qui formà la seva pròpia organització a partir d'una escissió del partit. El PCP-BR va participar en les eleccions de 1978 dins les llistes del Front Obrer Camperol Estudiantil i Popular (FOCEP).